# Stackelitz
Stackelitz è una frazione della città tedesca di Coswig (Anhalt), situata nel land della Sassonia-Anhalt.
Fino al 31 dicembre 2009 ha costituito un comune autonomo.